# 小日向えり (タレント)
小日向 えり（こひなた えり、1988年1月17日 - ）は、日本の経営者。元タレント、女優。かつての所属事務所はサンミュージックプロダクション。愛称は「ひなんこ」。
関ヶ原観光大使、信州上田観光大使、会津親善大使。株式会社ぴんぴんころり代表取締役。

## 来歴
奈良県出身。奈良県立郡山高等学校卒業、横浜国立大学教育人間科学部マルチメディア文化課程卒業。ゼミは室井尚ゼミに所属していた。
- 2008年 5月 - イベント「三国志の宴3」で「歴史アイドル」として出演[8]。初の「歴ドル」として活動を始める[9]。
- 2009年 3月 - 「歴ドル小日向えりの恋する三国志」（青志社）を出版。
- 2010年 3月 - 横浜国立大学教育人間科学部マルチメディア文化課程卒業。
- 2010年 6月 - 「イケメン幕末史」（PHP研究所）を出版。
- 2011年 7月 - サンミュージックプロダクションへ移籍。
- 2012年 4月 - NHK高校講座「世界史」司会（〜2014年3月）。
- 2012年10月 - 「会津に恋して」（新人物往来社）を出版。
- 2015年 9月 - アイドルユニット「関ケ原女性武将隊 巴組」リーダー宇喜多秀家役として関ケ原古戦場PRの活動を開始。
- 2015年10月 - 「いざ、真田の聖地へ」（主婦と生活社）を出版。
- 2016年 6月 - NHK大河ドラマ『真田丸』のオフィシャル応援勇士に就任。
- 2017年 7月 - 育児や家事をサポートするサービスを運営する株式会社ぴんぴんころりを設立、同社代表取締役に就任。
- 2019年 4月 - NHK高校講座「日本史」司会（〜2020年）。
- 2020年5月21日 - 自身のブログにて5月末をもってサンミュージックを退所し、芸能界からも引退することを発表した[10]。その後は経営者に専念しているが、歴史関係の番組にのみ出演を継続、元歴史アイドル（元歴ドル）と称している[11][16]。
- 2021年11月 - 会社員の男性と結婚したことを報告[17]。

## 人物
- 身長：166cm、体重：46kg、スリーサイズ：B80cm,W58cm,H85cm。靴のサイズ：24.5cm。
- 趣味は、歴史、史跡巡り（お城、古戦場、お墓参り）、坐禅、写真、パソコン、Tシャツ収集、ドローン。歴史は特に三国志、日本の戦国時代、幕末期に興味を持つ。三国志検定1級の資格を所持（女性芸能人唯一の検定保持者）している。
- 好きな三国志人物は諸葛亮、呂蒙[18]、趙雲。好きな戦国武将は真田幸隆、真田昌幸、真田信繁、石田三成、大谷吉継。好きな幕末志士は土方歳三、伊東甲子太郎、坂本龍馬。他に、過去のインタビュー記事などで孫堅、夏侯惇（三国志）、馬場信春、平塚為広（戦国）、武市半平太（幕末）、秋山好古（明治）も好きと述べている。
- 歴史の史跡巡り・墓参りが趣味で、初詣は毎年真田信繁が戦死した大阪市天王寺区の安居神社に参っている。
- 写真撮影が好きで、小学4年生のときから一眼レフを持ち歩いていた。高校では写真部に所属。

## 出演

### テレビ
- めざにゅ〜（2008年12月17日、フジテレビ）
- 知っとこ!（2009年1月17日、毎日放送）
- 真相報道 バンキシャ!（2009年2月22日、日本テレビ）
- 緊急特番 やっぱ見るべき？「レッドクリフPartII」スペシャル（2009年4月7日、MUSIC ON! TV）
- めざましテレビ（2009年4月、フジテレビ）
- 熱血!平成教育学院（2009年6月21日、フジテレビ）
- おしろツアーズ（2009年9月14日、東海テレビ）
- BS熱中夜話 関ケ原ナイト第1夜、第2夜（2009年9月11日、18日、NHK BS2）
- 週刊ひかりTVナビ（2009年11月、ひかりTV）
- THE 戦国グルメ（2010年2月13日、中国放送）
- スッキリ!!（2010年2月17日、日本テレビ）
- PON!（2010年4月6日、日本テレビ）
- DON!（2010年4月6日、日本テレビ）
- ぴーかんテレビ（2010年5月3日、東海テレビ）
- 全種類。（ぜんぶ）（2010年5月24日、TBS）
- みちくさ二人旅 真田ゆかりの上田 ふれあい珍道中（2010年6月14日、長野放送）
- 九州沖縄スペシャル「燃え萌え！戦国武将列伝」（2010年7月23日、NHK総合・九州沖縄地方）
- 時空を超えた大実験!〜もしも江戸の生活をしてみたら大変な事になりました（2010年10月30日、TBS）
- 歴ドル小日向えりと行く!信州まつしろ遊学の旅（2010年10月31日、BSフジ、長野放送）
- 歴ドルと歩く 福井三姉妹紀行〜茶々、初、江が生きた時代〜（2011年3月20日、福井テレビ）
- 歴ドル小日向えりが巡る「神話の里 鳥取県 白うさぎ伝説」（2011年6月26日、山陰放送）
- NHK高校講座「世界史」（2012年4月 - 2015年3月、NHKEテレ） - 2012年-2013年制作を2015年3月まで3年間放送。
- 「クイズプレゼンバラエティー Qさま!!」（2012年12月、テレビ朝日）
- 覇王伝説〜最強の戦国武将は誰だ？！〜（2013年1月、NHK BSプレミアム）
- あなたの声リポーターです！スペシャル〜広島・歴史ロマン編〜（2013年2月、NHK広島）
- 熱血BO-SO TV（2013年10月 - 2014年3月、千葉テレビ）
- 阿波スペシャル 蜂須賀家の素顔〜徳島を284年間治めた殿様たち〜（2013年11月、NHK総合）
- 磯田道史の目からウロコの新事実！郷土のHERO 家康（2014年7月 - 12月、静岡放送） - レポーター
- 歴女のキ・モ・チ〜恋する戦国篇〜（2014年8月、時代劇専門チャンネル）
- 歴女のキ・モ・チ〜愛しの幕末篇〜（2014年9月、時代劇専門チャンネル）
- ザ・プロファイラー 〜夢と野望の人生〜 season 3「戦え！歌え！時代を変える！ 曹操 超人伝説の真実」（2014年12月、NHK BSプレミアム）
- 大江戸ゼミナール（2015年4月 - 9月、BSジャパン） - アシスタント
- せとうち遺産さがし旅（2015年4月、あいテレビ）
- テレビ信州開局35周年記念番組「ウソかマコトか謎だらけ!?川中島合戦」（2015年10月、テレビ信州）
- せいこうの歴史再考（2016年1月 - 2017年3月、BS12）
- ザ・プロファイラー 〜夢と野望の人生〜 season 4「関ヶ原に散った男の大志〜石田三成〜」（2016年10月、NHK BSプレミアム）
- 船ヶ山哲のラジオセミナー（2016年4月 - 2017年1月、テレビ神奈川）
- 船ヶ山哲の「超・起業思考」(2017年4月2日 - 2018年3月25日、tvk他） - 初代アシスタント
- 探検バクモン（2017年9月、NHK総合）
- 風雲！大歴史実験「池田屋事件〜新選組マジックの謎を暴く〜」(2017年12月28日、NHK BSプレミアム）
- ネーミングバラエティー 日本人のおなまえっ!（2018年1月、NHK総合）
- あなたも絶対行きたくなる!日本「最強の城」スペシャル（2018年12月29日、2019年5月3日・9月16日、2020年7月24日、NHK総合）
  - あなたも絶対行きたくなる!日本最強の城 明智光秀スペシャル（2020年1月4日、NHK総合）
- そこまで言って委員会NP（2019年3月、YTV）
- NHK高校講座「日本史」（2019年4月 - 、NHK Eテレ） - 司会
- あさイチ（2019年11月、NHK）
- 歴史秘話ヒストリア「1000年愛され続ける天神様 菅原道真」（2021年1月13日、NHK） - レポーター[16]

### インターネットテレビ
- アイテムThursday（2011年、バンダイナムコライブTV）

### CM
- アサヒフードアンドヘルスケア「グルコサミンEX」（2011年2月 - ）
- eBookJapan （2011年2月 - ）

### ラジオ
- FMヨコハマ 「Tips Town」（2008年11月）
- J-wave 81-3FM「WAKE UP TOKYO」（2009年3月）
- 文化放送（AM1134kHz）の「吉田照美 ソコダイジナトコ」（2009年3月）
- USEN 音楽放送「ダイノジTHE MOVIE」（2009年4月）
- FMヨコハマ 「Tips Town」（2009年4月）
- TOKYO FM 「ドリームゲート」（2010年5月）
- FMNACK5「Fresh Up 9」（2010年6月）
- NHKラジオ第一「歴女たちの「関ケ原」」（2011年1月）
- NHK-FM「戦国体感! 忍城ラジオ攻め」（2011年3月）
- ABCラジオ 村上信夫のosaka歴史ロマン〜歴史を知れば今がわかる〜（2012年7月 - 2013年6月30日） - レギュラー
- 文化放送 「くにまるジャパン」（2012年 - ） - 不定期出演
- FM NACK5「日本全国ひろし旅」 ( - 2016年3月[19]) - レギュラー

### ポッドキャスト
- 玉岡らんじの胸キュン☆ドットネット（2010年1月3日）

### 舞台
- Tシャツ三国志 〜人中に我あり〜（2010年3月10日 - 15日）
- 真夜中の取調室（2010年6月6日）

### イベント
- 「Tシャツラブサミット」（2008年5月、科学技術館）
- 「デザインフェスタ」（2008年5月、東京ビッグサイト）
- 「三国志の宴3」（2008年5月、東京カルチャーカルチャー）
- 「赤兎馬×レッドクリフ　三国志の宴スペシャル!」（試写会イベント）（2008年11月、明治安田生命ホール）
- 「第一回三国志検定」モニター受験/アフターパーティー（2008年12月）
- 「歴ドル小日向えりの恋する三国志」出版記念サイン&握手会（2009年3月、横浜大世界）
- 「レッドクリフPartII」公開記念舞台挨拶（2009年4月、TOHOシネマズ日劇）
- 「戦国魂ライブ2009 〜関ケ原の戦い再論功行賞〜」（2009年4月30日、渋谷DUO MusicExchange） - たまき 役
- 「滑り込み三国志検定イベント　検定模擬試験、小日向えりさん、さくら剛さんトーク&サインと盛りだくさん会」（2009年6月14日）
- 「勝手に『三国志検定』おべんきょう会in東京 」（2009年6月20日） - 特別講師
- 「第二回三国志検定」モニター受験/アフターパーティー（2009年7月12日）
- コーエー「『戦国無双3』 発表会」（2009年8月5日、丸ビルホール）
- 「Club Sengoku 石田三成と過ぎたる城」（2009年9月20日、代官山 HILLSIDE PLAZA）
- 「歴史時代絵巻ながの」（2009年9月21日、長野県 川中島古戦場）
- 「東京ゲームショウ2009」（2009年9月24日 - 27日、幕張メッセ/コーエーブース） - ステージゲスト
- 「太秦戦国祭り2009 The Force」（2009年10月3日 - 4日、京都府太秦）
- 「関ケ原合戦祭り（関ケ原ふれあい21）」（2009年10月、関ヶ原古戦場）
- 「真田幸村ファンの集い」（2009年10月、上田ほかりホール）
- コーエー「『信長の野望Online』次期拡張パック『新星の章』発表会」（2009年11月30日、恵比寿ガーデンルーム）
- コーエー「『戦国無双3』発売記念!店頭イベント」（2009年12月3日、池袋ヤマダ電機）
- 「Club Sengoku 伊達政宗Ⅹ'mas」（2009年12月26日、新宿ロフトプラスワン）
- 「Club Sengoku 島津義弘/とどまるな吾が心」（2010年2月20日、新宿ロフトプラスワン）
- コーエー「戦国武将祭」（2010年3月6日、さいたまスーパーアリーナ）
- 「日野市立新選組のふるさと歴史館」（2010年3月7日、日野市立新選組のふるさと歴史館） - 1日館長
- 「真田幸村を大河ドラマにしよう!」〜署名活動トークライブ〜（2010年3月7日、阿佐ヶ谷ロフト）
- 「新撰組PEACEMAKER」最終回スペシャル!（2010年3月21日、お台場シネマメディアージュ） - 司会
- 「獄（ひとや）に咲く花」イベント試写会（2010年4月5日、FS汐留ホール） - 司会
- 「幕末歴ドル伝 〜もっと坂本龍馬〜」（2010年4月30日、長崎ハウステンボス）
- 「デザイン・フェスタ」（2010年5月16日、東京ビッグサイト/黒船ブース）
- 「戦国魂ライブ2010 〜猛勢の中にあい駆けよ!〜」（2010年6月12日、江戸東京博物館） - 小松姫 役
- Adidas×「RYOMA」「龍馬革命ナイト」（2010年6月、SAMURAI BLUE PARK 革命の広場）
- 「第17回　東京国際ブックフェア」（2010年7月、東京ビッグサイト/ケー・ライターズクラブブース）
- 「幕末龍馬festa」（2010年7月、東京カルチャーカルチャー）
- 『戦国BASARA弐（ツー）』真田幸村ラッピング電車出発式（2010年8月、上田電鉄別所線上田駅）
- 『戦国夜話〜地炉の間〜眞田幸村公を大河ドラマにしよう!トーク&ライブ』（2010年8月、旧一富士跡）
- 「第26回真田まつり」（2010年8月、真田運動公園グラウンド内特設野外ステージ）
- 「25th Anniversary『わいわいサマ〜カ〜ニバル2010』」（2010年8月、シェラトン都ホテル大阪）
- 「三国志フェス2010」（2010年8月、大田区産業プラザ）
- 「関ヶ原合戦祭り410年祭プレイベント」（2010年8月、戦国居酒屋『大河の舞』）
- 「東京ゲームショウ2010」「維新の嵐 疾風龍馬伝」スペシャルステージ（2010年9月、幕張メッセ/コーエーテクモゲームスブースステージ）
- 「歴史時代絵巻ながの2010 秋の陣」（2010年9月、長野県長野市川中島古戦場）
- 「第1回 関ケ原陣跡制覇ウォーキング」（2010年9月、関ケ原町）
- 「第25回 小谷城ふるさと祭り」（2010年10月、小谷城戦国歴史資料館前広場、小谷城戦国資料館）
- 「関ケ原合戦410年祭」（2010年10月、関ヶ原古戦場）
- 「第2回幸村コンテスト」（2010年10月、上田市原町 ほかりホール）
- 「ナガシマスパーランド戦国武将まつり」（2010年11月、ナガシマスパードーム）
- 「三成生誕450年祭」（2010年11月、滋賀県長浜市石田町「三成生誕450年祭」特設ステージ）
- 関ケ原ファンの集い～ありがとう410年、そして411年へ～[20]（岐阜県不破郡関ケ原町）2010年12月12日
- 「平城遷都1300年祭　感謝の夕べ」（2010年12月18日、奈良県庁前登大路園地）
- 「戦国体感! 忍城ラジオ攻め」公開生放送（2011年3月、さきたま古墳公園丸墓山古墳前芝生広場）
- 悲運の覇者に歴史を語らせよ[21]（大分県大分市）2013年8月10日
- 第4回関ケ原笹尾山交流広場 元祖・二大歴ドル登場！美甘子Ｘ小日向えり（岐阜県不破郡関ケ原町）2013年8月18日
- 関ケ原合戦祭り2015（岐阜県不破郡関ケ原町）2015年10月11日 - 関ケ原女性武将隊 巴組の宇喜多秀家として（以下 - 巴組）
- 関ケ原2016第二弾～徳川家康～[22]（岐阜県不破郡関ケ原町）2016年6月18日
- ツーリズムEXPOジャパン[23]（愛知県常滑市）2016年9月24日 - 巴組
- 清州城信長まつり[24]（愛知県清須市）2016年10月9日 - 巴組
- 関ケ原2016第3弾～石田三成～[25]（岐阜県不破郡関ケ原町）2016年10月22日
- 第35回上田真田まつり（長野県上田市）2017年4月29日
- 関ケ原武将シリーズ第三弾～大谷吉継～[26]（岐阜県不破郡関ケ原町）2017年6月24日 - 巴組
- 関ケ原武将シリーズ第五弾～小早川秀秋～[27]（岐阜県不破郡関ケ原町）2018年5月26日 - 巴組
- すのまた秀吉出世まつり[28]（岐阜県大垣市）2018年10月1日 - 巴組
- サムライ・ニンジャフェスティバル2018（愛知県名古屋市）2018年11月18日 - 巴組
- 第四回 全国武将隊大博覧会-宴-（愛知県常滑市）2019年1月26日 - 巴組
- SNS真田丸（長野県上田市）2019年2月6日

### タイアップ
- 電撃オンライン コーエー「信長の野望Online」（2009年7月 - ）
- からす天狗うじゅイメージガール（2009年）
- ロッテ「お菓子でめぐる坂本龍馬ゆかりの地 龍馬伝」（2010年6月 - ）
- 近江路・歴女ブロガー旅紀行（2010年10月）

### 講師
- 明治大学商学部「ベンチャービジネス論」特別講師（2010年7月、明治大学リバティータワー）
- 近畿大学 読書教養講座公開授業「歴史小説に恋して」特別講師（2011年10月、近畿大学 東大阪キャンパス）

## 書籍

### 単行本
- 歴ドル小日向えりの恋する三国志（2009年3月、青志社） ISBN 978-4903853550
- イケメン幕末史（2010年6月、PHP新書） ISBN 978-4569778310
- 会津に恋して（2012年10月、新人物往来社） ISBN 978-4404042620
- いざ、真田の聖地へ（2015年10月23日、主婦と生活社） ISBN 978-4391147889[29]

### 連載
- Tシャツ大好き。（コラム）（2008年4月 - ）
- Tシャツ・マイナーリーグ「小日向えりのちょっとひといきTタイム」（2008年5月24日 - 9月16日）[30]
- キレイになるマガジン・ブランシェ（ビューティーコラム）（2008年7月 - ）[31]
- 三国志Tシャツブランド「赤兎馬」（三国志コラム）（2009年1月 - ）[32]
- 電撃オンライン（歴ドルの野望）（2009年7月 - ）[33]
- 幕末ポータルサイト「幕末ドットコム」（歴ドル小日向えり人物コラム）（2010年2月 - ）[34]
- 時代劇専門チャンネル特設サイト「必殺アワー」『歴ドル小日向えりの必殺体験日記』（2010年8月 - ）[35]

### 雑誌
- 新潮社「週刊新潮」（2008年10月）
- レッドクリフPartII-未来への最終決戦-フォト&ストーリーガイド（2009年3月）
- ぴあ「ぴあ（首都圏版、中部版）」（2009年4月）
- 小学館「女性セブン」（2009年4月）
- 光文社「FLASH」（2009年4月）
- 小学館「週刊ポスト」（2009年6月）
- 三笠会館情報誌「ルンビニ」（2009年7月、8月）
- 日経BP社「日経WOMAN」（2009年7月）
- ぴあ「月刊スカパー!」（2009年8月）
- 宝島社「月刊宝島」（2009年8月）
- 講談社「IN★POCKET」（2009年10月）
- スクウェア・エニックス「ガンガン戦-IXA-」（2009年11月）
- コアマガジン「歴史マガジン 大河」（2009年12月5日）
- 毎日新聞「サンデー毎日」（2009年12月22日）
- 朝日新聞出版「AERA Mook 幕末と戦国『このとき義を貫いた』」（2010年1月4日）
- 世界文化社「歴史スペシャル」（2010年3月6日）
- サンデー毎日臨時増刊『著名人29人の「わたしが受験生だったころ」』（2010年3月10日）
- 東海ウォーカー（2010年3月16日）
- 光文社「FLASH」（2010年4月13日）
- 世界文化社「歴史スペシャル」（2010年5月6日）
- 主婦の友社「RYOMA VOL.3 龍馬と女たち―坂本龍馬責任編集（主婦の友生活シリーズ）」（2010年6月29日）
- 学研「歴史群像スペシャル」（2010年7月5日）
- 日ノ出出版「DVDビジョン」（2010年9月20日）
- 壽屋出版「ヲ乙女図鑑」（2010年9月25日）
- 主婦の友社「RYOMA VOL.4(主婦の友生活シリーズ)」（2010年9月30日）
- 潮出版社「潮」（2010年10月）
- 竹書房「歴史奇行ミステリー」（2010年10月）
- 光文社「FLASH」（2010年10月）
- ぴあ「ぴあ」（2010年11月）
- 旅行読売出版社「旅行読売」（2010年12月）
- 朝日新聞出版「AERA」「歴ドルが行く 姫たちの道」連載（全4回）（2011年1月）
- 旺文社「螢雪時代」（2011年1月）
- 旺文社「We love ターゲット1900」（2011年2月 - ）

### 新聞
- 日経流通新聞（2008年11月5日）
- 日本経済新聞（2009年1月）
- 日経産業新聞（2009年6月8日）
- 夕刊フジ「ZAKZAK」（2009年6月10日）
- 日本経済新聞「ちょっとデジタル」（2009年6月18日夕刊）
- 信濃毎日新聞（2009年6月）
- 信濃毎日新聞（2009年7月）
- 読売新聞朝刊「読売BUSHO」（2009年9月5日）
- 東京スポーツ（2009年10月6日）
- 名古屋毎日新聞（2010年1月1日）
- 産經新聞「一芸アイドル最前線」（2010年3月20日）

### コンテンツ
- 「三国志TV」（2009年1月）
- 「日経ネットPlus」（2009年5月）
- 携帯サイト「どこでもアルクはじめチャイナ」インタビュー第一回（2009年6月）[36]
- 47NEWS「石川遼君は現代の武将? “歴ドル”小日向えり」（2009年8月19日）[37]
- 読売新聞「読売BUSHO」（2009年9月5日）[38]
- 携帯サイト「三国志のすべて」「小日向えりのすべて」（2009年9月 - ）
- 「ながの時間」インタビュー（2009年9月14日）
- 新刊.jp「歴史好きアイドル“歴ドル“の小日向えりさんに聞いたマニアックな“歴女”の世界」（2009年10月26日）[39]
- 毎日jp「受験と私」第17回「苦手の英語が急上昇 過去問の繰り返しが大事」（2010年1月19日）
- asahi.com歴ドル小日向えりが行く「三成ゆかりの史跡を訪ねて」（2010年1月29日）
- 産経ニュース【一芸アイドル最前線】「幸村公らの生き方に男気感じる」（2010年3月20日）[40]
- 新刊.jp「歴ドルが選ぶ幕末のイケメンは誰?小日向えりさんインタビュー」（2010年6月28日）[41]
- リアルライブ「小日向えりが“歴ドル目線”でその魅力を語り尽くす！」（2010年6月29日・30日）[42][43]
- ITmedia リーダーシップと実現力【番外編】：「部下を愛した信玄、磐石な組織を築いた家康」（2011年2月）[44]
- Fan+ハイブリッドマガジン 歴メン 土方歳三 Vol.1（2011年4月）

## デザインワーク
- 劇団カムカムミニキーナ主演女優藤田記子Tシャツデザイン（2008年3月）
- 女子プロレスラー栗原あゆみTシャツデザイン（2008年5月）